# WebMethods
webMethods — пакет инфраструктурного программного обеспечения фирмы Software AG.

## Продукты
Пакет webMethods включает в себя продукты для:
- построения и управления сервис-ориентированной архитектуры — SOA (англ.)
- интеграции Business-to-Business — B2B (англ.)
- автоматизации бизнес-процессов — BPM (англ.)
- мониторинга бизнес-активности — BAM (англ.)
- создания сервисной шины предприятия — ESB (англ.)
- управления XML-данными
- модернизации устаревших приложений (Application Modernization) с целью приведения их программных и пользовательских интерфейсов в соответствие с современными требованиями

## Основные характеристики
- Совместная работа при моделировании и оркестровке процессов
- Имитация и тестирование процессов
- Быстрая разработка приложений и пользовательских интерфейсов
- Поддержка заданий, выполняемых людьми, и средства совместной работы
- Управление бизнес-правилами
- Мониторинг бизнес-активности (Business Activity Monitoring, BAM)
- Библиотека метаданных для повторно используемых ресурсов

## Историческая справка
Компания WebMethods, Inc была основана в 1996 году в США и поглощена компанией Software AG в 2007. Историческое название осталось за продуктом. Software AG. webMethods включен в Gartner SOA Magic Quadrant